# Escuela de Asuntos Internacionales Elliott
La Escuela de Asuntos Internacionales Elliott (Elliott School of International Affairs, ESIA en idioma inglés) es una escuela de la Universidad George Washington, ubicada en el distrito histórico de Foggy Bottom de Washington D. C., la capital estadounidense. Fue fundada en 1988 como continuadora de diversas escuelas de la G.W.U. dedicadas al estudio de relaciones internacionales desde 1898. Está considerada como una de las escuelas de asuntos internacionales más prestigiosas del mundo.
Como una escuela de profesionales en asuntos internacionales, la Escuela Elliott ofrece títulos de grado y postgrado con especializaciones que cubren una amplia gama de problemas globales y regiones del mundo. Es un miembro de pleno derecho de la Asociación de Colegios Profesionales de Asuntos Internacionales (The Association of Professional Schools of International Affairs, A.P.S.I.A. por sus siglas en inglés), una agrupación de las principales instituciones académicas del mundo en el campo de las relaciones internacionales.
La excelencia de ESIA ha sido reconocida a nivel de internacional. Entre otros ejemplos, la publicación Foreign Policy lleva varios años incluyéndola en la prestigiosa lista "Inside the Ivory Tower", un ranking que incluye los mejores programas de asuntos internacionales del mundo. En su versión de 2012, ESIA fue considerada como el 9.º mejor programa de grado en asuntos internacionales del mundo, y el 7.º mejor programa del mundo para Master's en asuntos internacionales. Asimismo, ESIA es considerada como una escuela más práctica - y orientada a la política exterior - que teórica.
La escuela se encuentra frente a la sede del Departamento de Estado de los Estados Unidos, el Edificio Harry S. Truman. Además, se encuentra a pocas cuadras del Fondo Monetario Internacional, el Banco Mundial, la Organización de Estados Americanos y la Casa Blanca. Más de 2100 estudiantes de pregrado y 750 de posgrado asisten a la Escuela Elliott, por lo que es la escuela más grande de los asuntos internacionales en los Estados Unidos.
Dada su privilegiada ubicación junto y cerca a éstas organizaciones internacionales y a numerosas delegaciones diplomáticas, la E.S.I.A. es un importante foro de debate de diversas cuestiones de actualidad internacional.
Michael E. Brown, se ha desempeñado como Decano de la Escuela Elliott desde junio de 2005. Brown, quien fundó y dirigió el Centro para la Paz y Estudios de Seguridad en la Universidad de Georgetown, tiene experiencia en seguridad internacional, conflictos y resolución de conflictos, y en política exterior de EE. UU. y de defensa.
Entre su prestigioso profesorado se destacan nombres como los de James N. Rosenau, eminente teórico de las Relaciones Internacionales; Henry Nau, experto en la política exterior de los EE. UU.; Deborah Avant, experta en relaciones cívico-militares y en la privatización de los conflictos armados.